# Ларин, Юрий Николаевич
Юрий Николаевич Ларин (с 1938 г. — Юрий Борисович Гусман; 8 мая 1936, Москва — 15 сентября 2014, Москва) — российский художник, живописец и график; член Союза художников СССР (1977). Серебряная медаль Академии художеств (2001).

## Биография
Родился в семье видного государственного деятеля Николая Бухарина и Анны Лариной. С 1938 по 1946 год после ареста родителей воспитывался в семье родственников — Бориса Израилевича Гусмана и его жены Иды Григорьевны (родной тети Анны Лариной); после их ареста с десятилетнего возраста — в детском доме под Сталинградом.
В 1958 окончил Новочеркасский инженерно-мелиоративный институт. В 1958—1960 работал инженером-гидротехником на строительстве Саратовской ГЭС и в проектных организациях. В 1960 начал заниматься в Заочном народном университете искусств им. Н. К. Крупской на факультете рисунка и живописи. В 1965—1970 учился в Московском высшем художественно-промышленном училище (бывшее Строгановское), на факультете художественного конструирования (промышленный дизайн).
Как профессиональный художник начал работать в начале 1970-х годов.
С 1970 по 1986 преподавал в Московском художественном училище Памяти 1905 года. С 1972 года Ю.Ларин участвует в московских, российских и всесоюзных выставках. В 1977 году стал членом МОСХ СССР.
В 1982 году состоялась первая персональная выставка Ю.Ларина в Московском драматическом театре им. М.Н.Ермоловой (совместно с художником Евгением Николаевичем Кравченко (1937–2010).
В 1987 году — первая персональная выставка за рубежом: выставка акварелей в галерее «Books&Company Art», Нью-Йорк, США.
В 1988 году Н.И.Бухарин был реабилитирован и Ю.Ларин поменял отчество «Борисович» на «Николаевич».
В 1989 году состоялась персональная выставка в Центральном доме художника на Крымском валу.
Начиная с 1977, четыре года посвятил переводу книги профессора Принстонского университета Стивена Коэна о Н. И. Бухарине. В 1980 в письме Витторио Страда обосновал свой художественный метод, впоследствии названный им концепцией предельного состояния. Оставил преподавание после тяжёлой болезни (1985), приведшей к утрате движений в правой руке. С 1986 работал только левой рукой.
Умер дома в Москве 15 сентября 2014 года. Похоронен в Москве.

## Семья
- Фактический брак — Ирина Румянцева[1], дочь Ольги Михайловны Румянцевой, бывшей в свое время секретарем В.И.Ленина. В 1960-е годы  О.М.Румянцева была заместителем главного редактора журнала «Октябрь».
- 1-й брак (с 1970 г.) — Инга Яковлевна Баллод[2] (1938—1987), архитектор по образованию, писатель и журналист.
  - Сын — Николай Юрьевич Ларин (род. 1972), окончил РГГУ, работал тележурналистом, экс-директор академии футбольного клуба «Чертаново»[3][4].
- 2-й брак (с 1989 г.) — Ольга Арсеньевна Максакова, врач, ведущий научный сотрудник Института нейрохирургии имени Бурденко.

## Творчество
Работы находятся в собраниях: Государственной Третьяковской галереи (Москва), Государственного Русского музея (Санкт-Петербург), Историко-архитектурного и художественного музея «Новый Иерусалим», Музея искусства народов Востока, Государственного Литературного музее, Музея Андрея Сахарова, Саратовского художественного музея им. А. Н. Радищева, Волгоградского музея изобразительных искусств им. И. И. Машкова, музеев Караганды, Томска, Нижнего Тагила, Ижевска, Усть-Каменогорска, редакции журнала «Наше наследие» (Москва), Фонда Генриха Белля, в частных собраниях России и за рубежом.
Г. Ельшевская: «…Искусство Ларина раскрывается не сразу: оно негромко, замкнуто и подчёркнуто неэмоционально. Его безлюдные пейзажи, погружённые в тишину и одиночество, приглашают к молчаливому меланхолическому созерцанию; эта природа как бы не требует зрительского соучастия…
Диалог художника с природой выглядит как монолог самой природы — эстетически организованной, — но чувство автора спрятано за абсолютностью этой организации. …кроме темы чисто пейзажной, здесь есть и тема художнической рефлексии, и тема самого искусства как механизма творческого преображения натуры, как способа гармонизации мира. …Отбрасывая детали, идя на смелые пластические деформации, Ларин обнажает „душу“ ландшафтного вида»
Е. Мурина: «Юрий Ларин подтвердил свою принадлежность к наследникам культуры, опиравшейся на пространственно-пластические принципы, восходящие к творчеству Сезанна. Разумеется, он не является „сезаннистом“… Вообще его взаимодействие с богатствами классического живописного наследия не имеет адресов… Юрий Ларин никогда не пишет своих работ с натуры. Природа, человек, натюрморт дают ему творческий импульс. Но главное для него — это процесс возникновения живописной композиции, когда борьба с предметностью изображения корректируется необходимостью не потерять предмет, не увлечься своевольной игрой с цветом и остановиться там, где „конфликт изобразительности и музыкальности“ разрешается в пользу их баланса…»
А. Рюмин: «Если задаться вопросом, что это за явление — „художник Юрий Ларин“, то, отвечая кратко, можно сказать — „художник планеты Земля“. Я бы имел при этом в виду не только результаты его особенного мировидения, запечатлённого в живописи, но и некую воображаемую эмблему всей его человеческой судьбы»
В. Мойст: «Его искусство можно назвать элитарным, оно действительно не для всех — в том смысле, что не каждому очевидна глубина, которая кроется за внешней простотой. Ларин не изобретал новых жанров: чтобы высказаться по максимуму, ему хватало и хватает привычных форматов — пейзажа, портрета, натюрморта. Однако с привычными, едва ли не ординарными мотивами он обращается на собственный лад. Свой метод он именует „живописью предельных состояний“, подразумевая переход натуры в другое — эстетическое и философское — качество»